# Hedya
Hedya är ett släkte av fjärilar som beskrevs av Jacob Hübner 1825. Hedya ingår i familjen vecklare.

## Bildgalleri

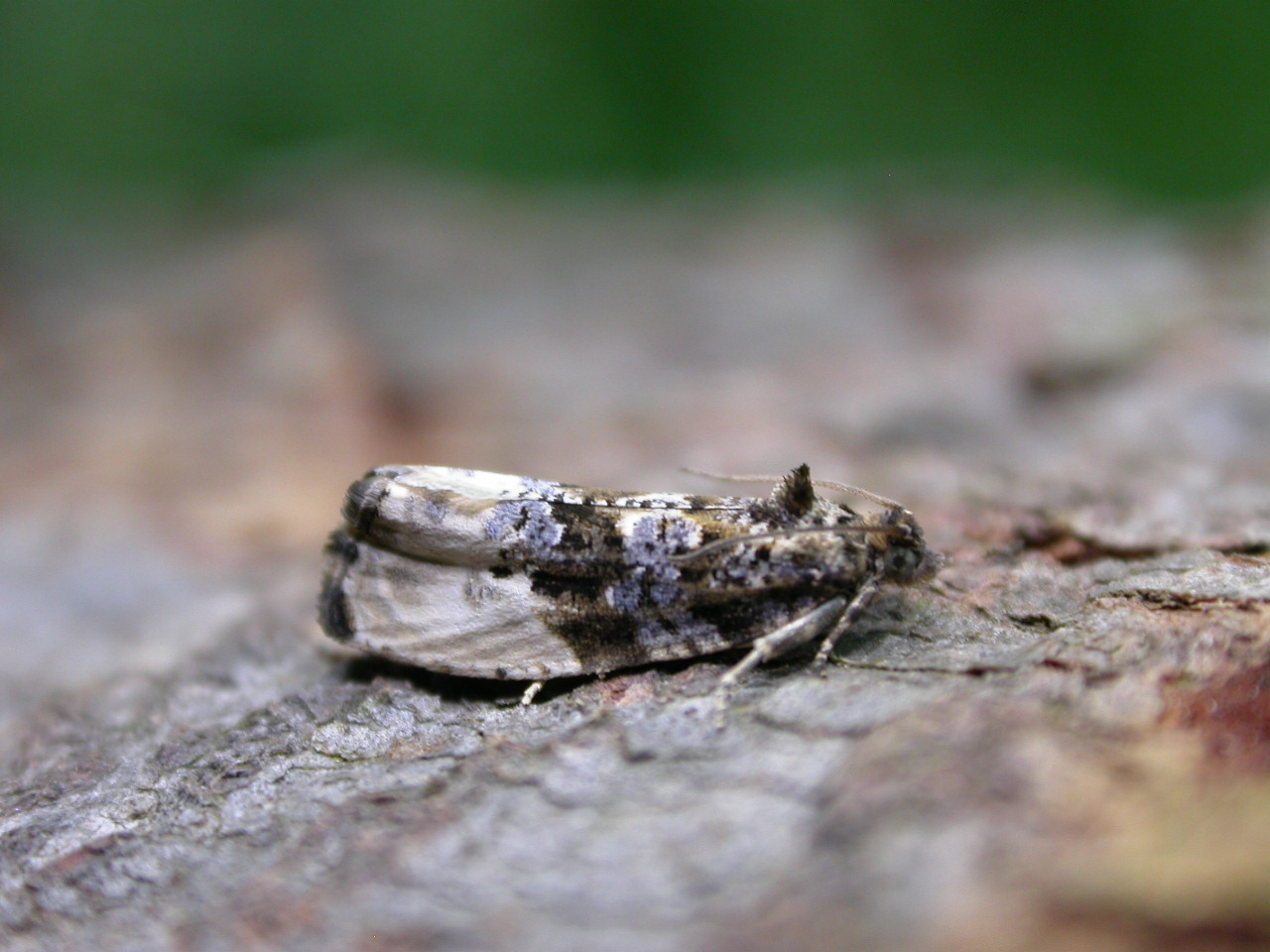
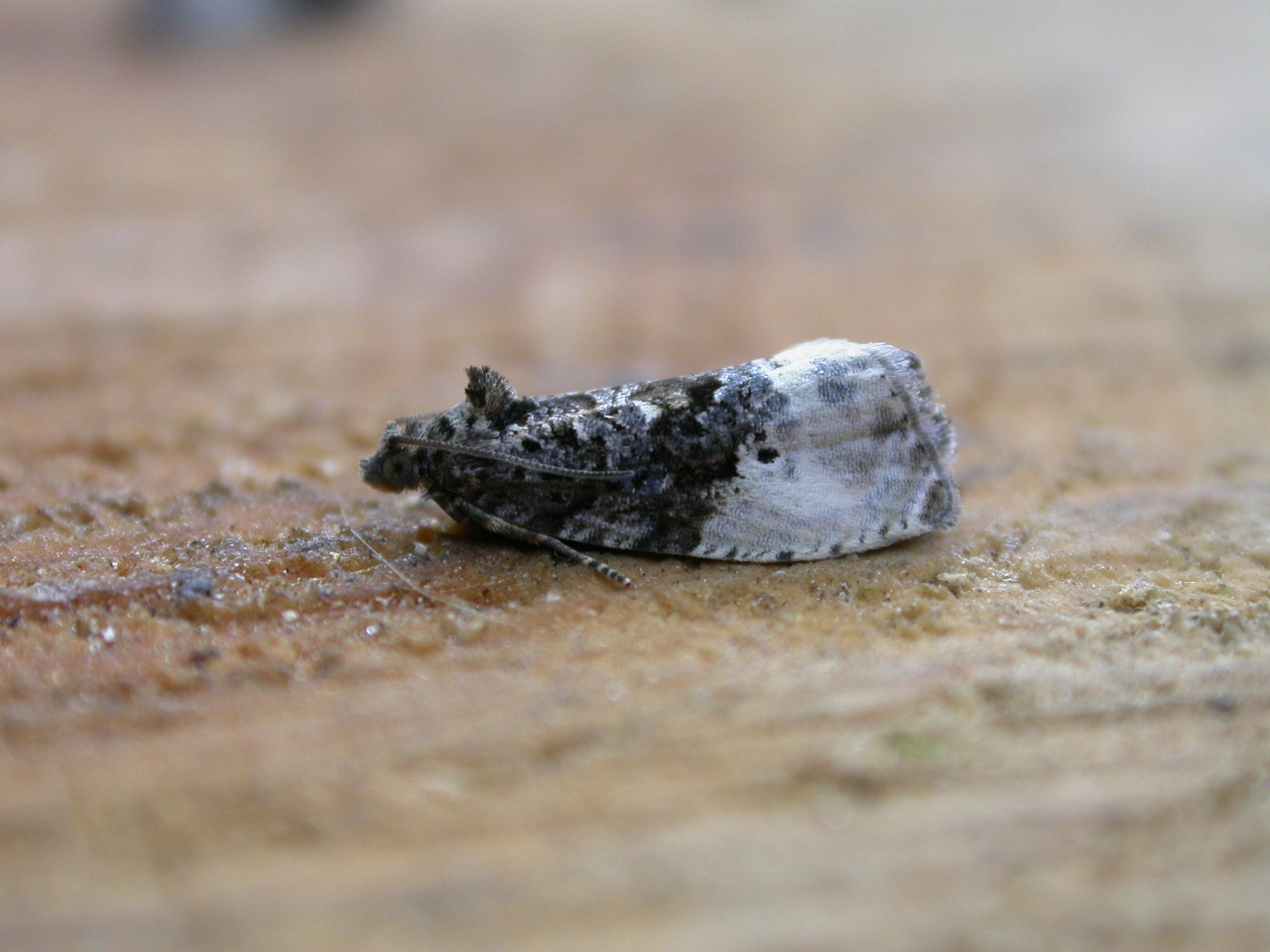
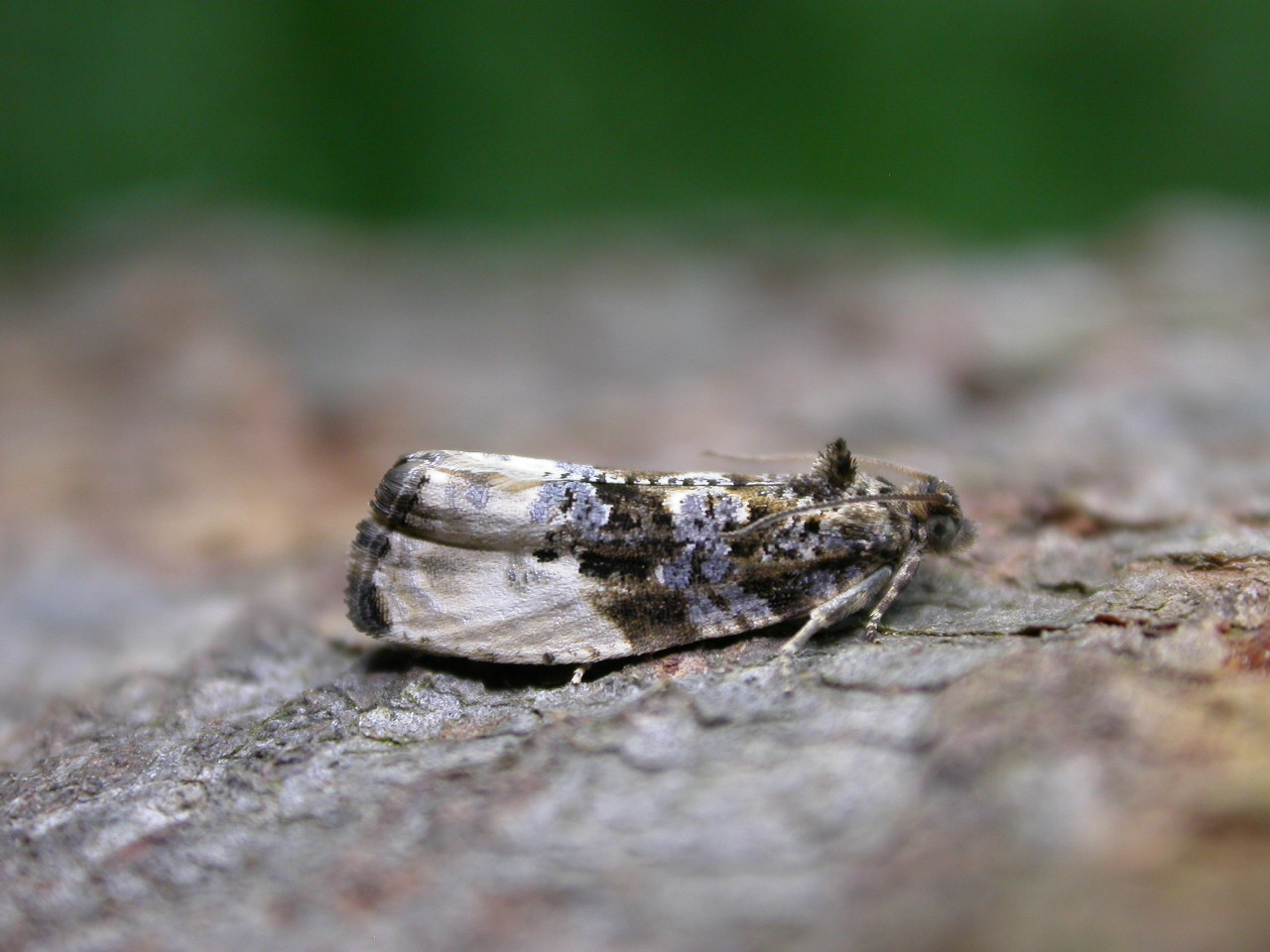
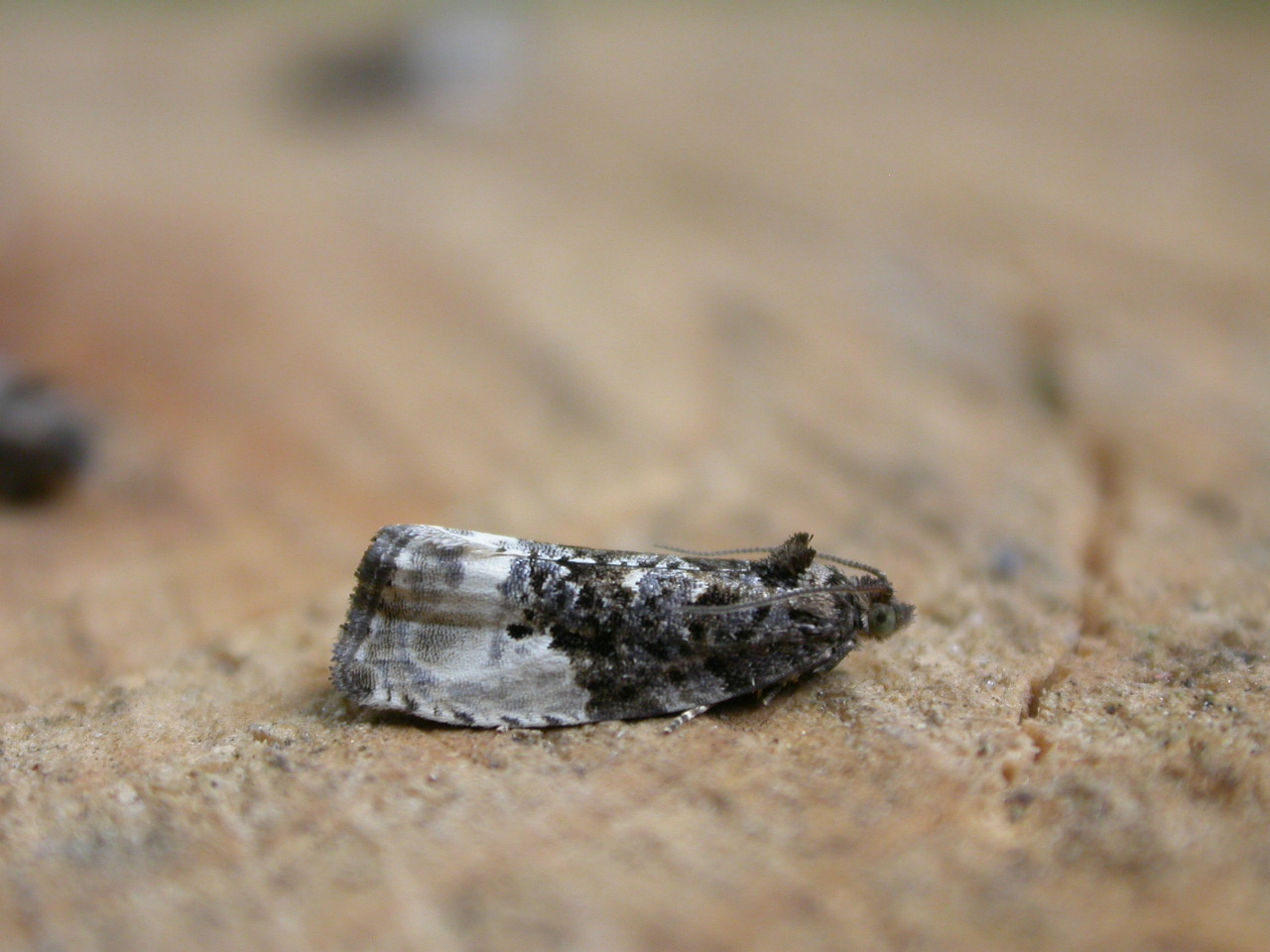
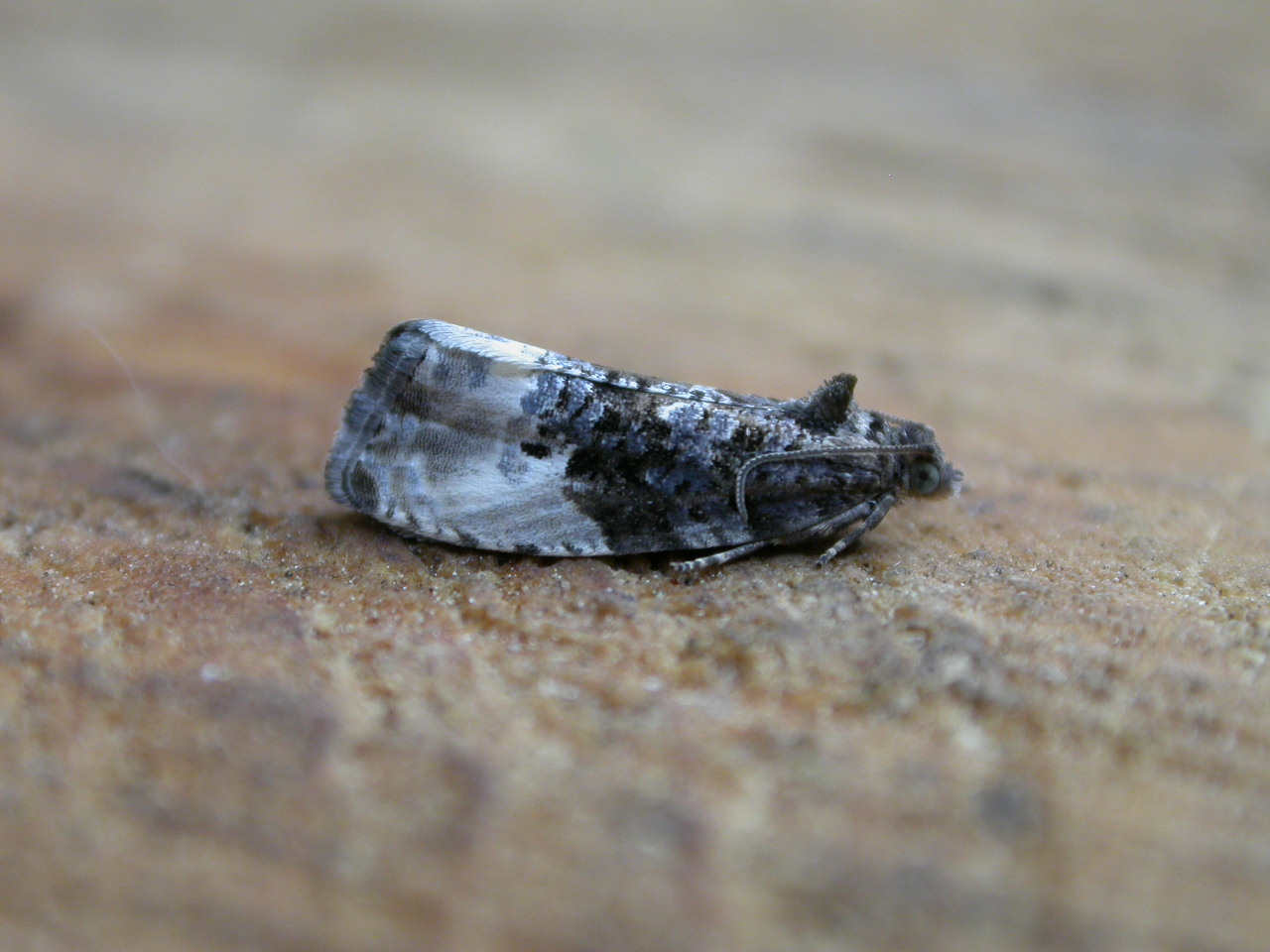
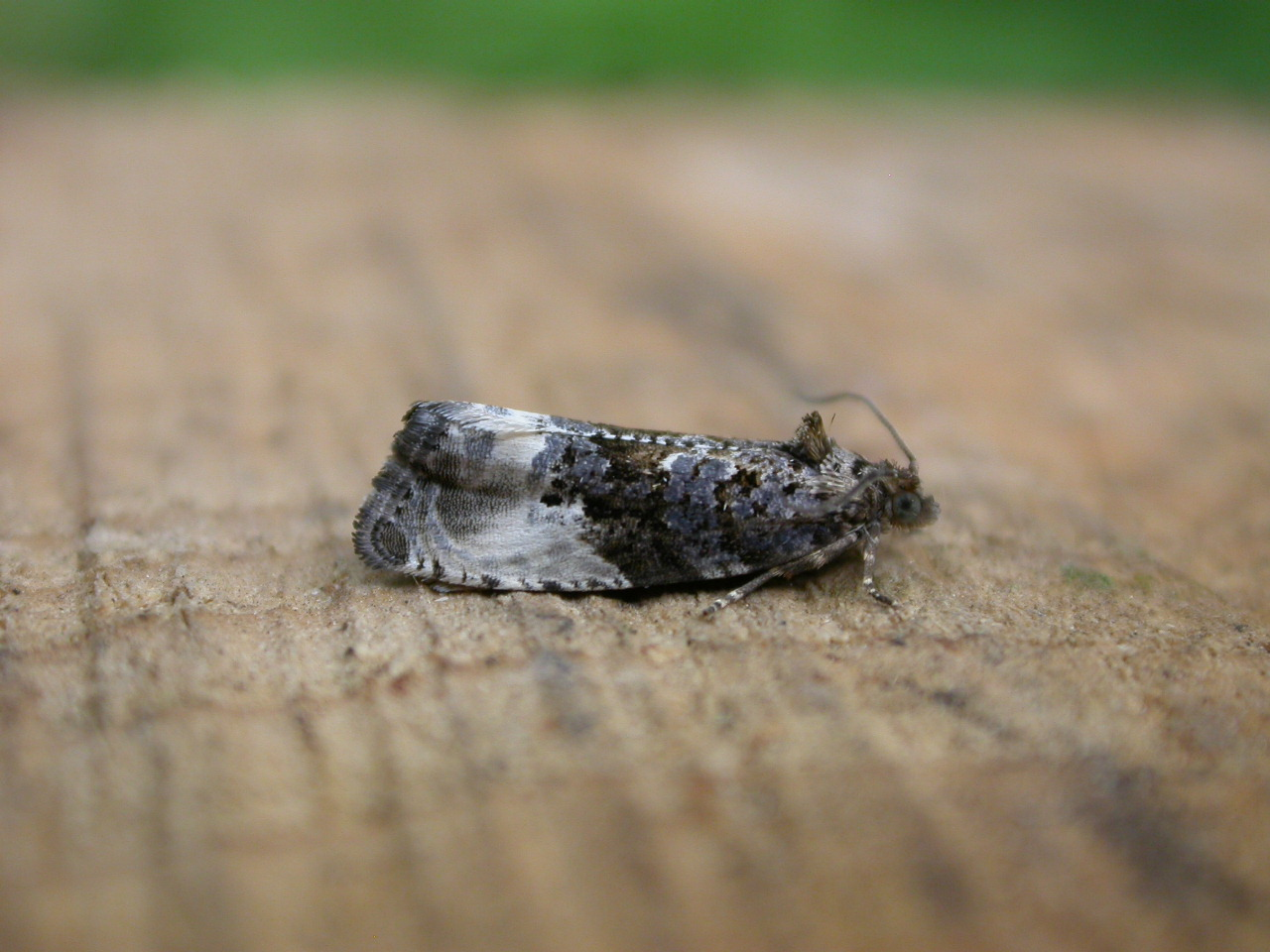

## Dottertaxa tillHedya, i alfabetisk ordning[1][2]
- Hedya abjecta
- Hedya aino
- Hedya anaplecta
- Hedya atrifraga
- Hedya atropunctana
- Hedya auricristana
- Hedya chionosema
- Hedya consanguinana
- Hedya contrariana
- Hedya corni
- Hedya crassiveniana
- Hedya cyanana
- Hedya daeduchus
- Hedya dimidiana
- Hedya dimidioalba
- Hedya ebenina
- Hedya exsignata
- Hedya fibrata
- Hedya flavella
- Hedya gratiana
- Hedya ignara
- Hedya inornata
- Hedya iophaea
- Hedya kurokoi
- Hedya leucalox
- Hedya nimbatana
- Hedya nubiferana
- Hedya ochroleucana
- Hedya ochromelana
- Hedya pruneticolana
- Hedya pruniana
- Hedya roseomaculana
- Hedya salicella
- Hedya schreberiana
- Hedya screberiana
- Hedya semiassana
- Hedya separatana
- Hedya subretracta
- Hedya sunmoonlakensis
- Hedya tripunctana
- Hedya tsushimaensis
- Hedya walsinghami
- Hedya variegana
- Hedya vicinana